# Taggsvansekorrar
Taggsvansekorrar (Anomaluridae) är en familj i ordningen gnagare som förekommer i regnskogen i västra och centrala Afrika.

## Kännetecken
Till utseendet liknar dessa djur flygekorrar, men taggsvansekorrar tillhör inte ekorrfamiljen och de är inte heller närmare släkt med ekorrar. Med undantag av djur i släktet Zenkerella har alla arter i familjen en flygmembran. Skillnader mot flygekorrar finns i anatomin. Till exempel är flygmembranet hos flygekorrar fäst i ett skärformigt ben vid handloven. Taggsvansekorrar har däremot ett bredare armbågsben med broskartade utskott som fyller denna funktion. Bägge djurgrupper har alltså utvecklat sina flygmembran på olika sätt och är ett exempel för konvergent evolution.
Vid svansens undersida finns flera fjäll som saknar hår. Dessa fjäll är prydda med var sin tagg av hornämne. Fjäll finns bara på den del av svansen som ligger närmare kroppen och antalet fjäll ligger mellan tolv och arton. Taggarna hjälper djuren troligtvis att hålla sig fast på trädens bark. Angående storleken finns större skillnader. Medan arter i släktet Idiurus bara är 6 centimeter långa har andra arter en kroppslängd av upp till 46 centimeter (värde för Anomalurus pelii). Därtill kommer en lika lång svans.
Taggsvansekorrar har fyra fingrar vid framtassarna och fem tår vid fötterna. Alla är utrustade med långa och spetsiga klor. I varje käkhalva finns en framtand, ingen hörntand, en premolar och tre molarer.

## Levnadssätt
Taggsvansekorrar lever i regnskogen och är med sina spetsiga klor, de nämnda taggarna och flygmembranen mycket bra anpassade för ett liv i trädens kronor. På marken vistas de bara slumpmässigt och där har de svårt att röra sig. De klättrar upp på lodrätta stammar genom att slå sina klor i barken och sedan dras bakkroppen efter.
De glider genom luften ungefär som flygekorrar. Först hoppar de från en gren och sedan öppnar de flygmembranet för att segla upp till 100 meter. Enligt obekräftade berättelser kan de segla över 250 meter. Vanligtvis behöver de inte glida lika långt då det närmaste trädet ligger på kortare avstånd.
Platsen där individen landar ligger alltid lägre än startplatsen och vid landningen håller djuret kroppen upprätt.
Taggsvansekorrar är aktiva på natten. På dagen vilar de i håligheter i träden. De äter nötter, frukter och blad. I viss mån ingår insekter i födan. Honan kan para sig två gånger per år och föder upp till tre ungar per kull. Ungarna bär vid födelsen päls.

## Systematik

### Yttre systematik
Taggsvansekorrarnas position i systematiken var länge en gåta och den är fortfarande inte helt utredd. Sedan tidigare var det klart att de trots namnet inte tillhör ekorrfamiljen. Med undantag av flygmembranet finns nästan inga likheter mellan dessa djurgrupper. Särskilt uppbyggnaden av taggsvansekorrarnas skalle skiljer sig från alla andra gnagare. Under letandet efter likheter hittades springharen som bara efter utseende är mycket olika till taggsvansekorrar. Detaljer i uppbyggnaden av mellanörat och av ådrorna vid halsen visade däremot överensstämmelser. 1985 föreslogs hypotesen att dessa djur är släktingar men många forskare tvivlade på grund av avsaknaden av fossil. Efter en molekylärgenetisk analys av Montgelard & al. blev det klart att taggsvansekorrar och springharen är systertaxa och de listas idag till underordningen Anomaluromorpha. Dessa djurgrupper skilde sig redan tidigt från varandra, antagligen under eocen.
Fortfarande oklart är hur gruppen Anomaluromorpha är släkt med andra gnagare.

### Inre systematik
Familjen består av tre släkten med tillsammans sju arter.
- egentliga taggsvansekorrar (Anomalurus), fyra arter
- dvärgtaggsvansekorrar (Idiurus), två arter
- taggsvansmus (Zenkerella), en art